# George Kennan

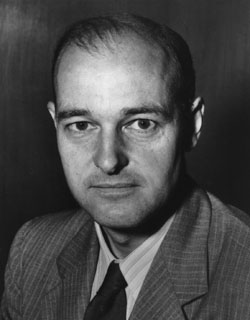
George Kennan

George Frost Kennan (Milwaukee (Wisconsin), 16 februari 1904 - Princeton (New Jersey), 17 maart 2005) was een Amerikaanse diplomaat en historicus.
Hij werkte vele jaren voor het Amerikaanse ministerie van Buitenlandse Zaken (State Department). Als planner buitenlands beleid tijdens de jaren 1940 en 50 en omdat hij opriep om de Sovjet-Unie "in te dammen" wordt hij vaak gezien als de "architect" van de Koude Oorlog, de containment-politiek.
Zijn oudoom was de ontdekkingsreiziger en schrijver George Kennan.

## Biografie
Kennan is geboren in Milwaukee in de staat Wisconsin. Zijn ouders waren Kossuth Kennan en Florence James Kennan. Hij ging naar school aan de Saint John's Militaire Academie en studeerde aan Princeton University. Hij studeerde af in 1925 en trad toe tot het corps diplomatique.
Zijn eerste post was Genève; in 1927 werd hij overgeplaatst naar Hamburg en in 1928 naar Tallinn in Estland. Het jaar daarop werd hij aangesteld als Derde Secretaris voor alle Baltische staten. In 1931 huwde hij de Noorse Annaliese Sorenson en begon hij ook aan een studie Russische taal en cultuur in Berlijn, als onderdeel van de voorbereidingen van het State Department op de erkenning van de Sovjet-Unie door de Verenigde Staten.
Toen de Amerikaanse ambassade in Moskou in 1933 weer openging, vergezelde Kennan ambassadeur William Bullitt naar Moskou. Hij diende daar tot 1937. Daarna verbleef hij een jaar in de VS, een jaar in Praag en vervolgens werd hij gestationeerd op de ambassade in Berlijn als eerste secretaris van ambassadeur Sumner Welles. In die hoedanigheid probeerde hij in 1940 vrede te bewerkstelligen in de Tweede Wereldoorlog. Hij was nog steeds in Berlijn toen Duitsland de Verenigde Staten de oorlog verklaarde en werd een aantal maanden geïnterneerd. Hij keerde in mei 1942 terug naar de Verenigde Staten.
Gedurende de oorlog vertegenwoordigde Kennan de VS in Portugal en was hij lid van de European Advisory Commission. In 1944 keerde hij terug naar de ambassade in Moskou.
In 1947 werd Kennan door minister van Buitenlandse Zaken George C. Marshall aangesteld als hoofd beleidsplanning van het State Department. In deze rol was Kennan bedenker en pleitbezorger van de containment-politiek – zijn bekendste weergave van dit idee is waarschijnlijk het anoniem geschreven artikel "The Sources of Soviet Conduct" (beter bekend als het X-artikel, dat hij al in juli 1944 geschreven had als geheim diplomatiek telegram) in de editie van Foreign Affairs van juli 1947. Hierin combineerde hij een traditioneel neurotisch Russisch wereldbeeld, verhevigd door oriëntaalse geheimhouderij en de communistische ideologie om het buitenlandse beleid van de Sovjet-Unie te verklaren. De door hem aanbevolen houding van het Westen na de nederlaag van nazi-Duitsland hield in dat een status-quo moest worden gehandhaafd tot het regime zou bijdraaien. In 1952 werd hij aangesteld als ambassadeur voor de Sovjet-Unie, maar in oktober werd hij teruggeroepen nadat hij in Berlijn een diplomatieke rel had veroorzaakt met een weinig diplomatieke vergelijking van zijn positie als diplomaat in 1940 in Berlijn met de manier waarop hij in 1952 in Moskou in de gaten werd gehouden. Bovendien werd hij door de Sovjet-Unie persona non grata verklaard.
Kennan verliet in 1953 het State Department en ging werken voor het Institute for Advanced Study te Princeton, New Jersey, (waar toen ook Albert Einstein en John von Neumann werkten en Robert Oppenheimer directeur was). Hij betreurde later dat zijn aanbevelingen over 'containment' te eenzijdig militair waren uitgelegd. Hij bleef in Princeton tot aan zijn pensioen, met een korte onderbreking in de periode 1961-63 toen hij ambassadeur in Joegoslavië was. In deze tijd kreeg hij bekendheid met een aantal boeken en artikelen, waaronder Russia Leaves the War en Memoirs (voor beide kreeg hij de Pulitzer-prijs).
Toen hij stierf was Kennan getrouwd met Grace Kennan Warneke en vader van drie kinderen: Christopher, Joan en Wendy.

## Onderscheidingen
1987: Four Freedoms Award voor de vrijwaring van vrees

## Publicaties
- American Diplomacy, 1900-1950 (1951)
- Realities of American Foreign Policy (1954)
- Russia Leaves the War (1956)
- The Decision to Intervene (1958)
- Russia, the Atom, and the West (1958)
- Russia and the West under Lenin and Stalin (1961)
- Memoirs, 1925-1950 (1967)
- From Prague after Munich: Diplomatic Papers, 1938-1940 (1968)
- The Marquis de Custine & His "Russia in 1839" (1971)
- Memoirs, 1950-1963 (1972)
- The Decline of Bismarck's European Order: Franco-Russian Relations, 1875-1890 (1979)
- The Nuclear Delusion: Soviet-American Relations in the Atomic Age (1982)
- The Fateful Alliance: France, Russia, and the Coming of the First World War (1984)
- Sketches from a Life (1989), de Nederlandse vertaling Een leven in schetsen (1990) bevat een geautoriseerde selectie uit de Amerikaanse editie
- Around the Cragged Hill: A Personal and Political Philosophy (1993)
- At a Century's Ending: Reflections 1982-1995 (1996)
- An American Family: The Kennans—The First Three Generations (2000)